# Zepterlehen
Zepterlehen waren nach dem Wormser Konkordat von 1122 im Heiligen Römischen Reich Lehen des Königs bzw. Kaisers an geistliche Reichsfürsten (Kirchenfürsten). 
Neben ihrem geistlichen Amt in der Hierarchie der katholischen Kirche (der Verwaltung einer Abtei, eines Bistums oder Erzbistums) übten sie dadurch zugleich ein weltliches Regierungsamt aus, das ihnen nicht von der Kirche, sondern vom Reich verliehen war, und zwar die Regentschaft in einem Reichsstift. Dazu zählten die Erzstifte (weltliche Territorien von Erzbischöfen), die Hochstifte (weltliche Territorien von Fürstbischöfen), außerdem die Gebiete der Fürstpropsteien und der Reichsprälaturen (Reichsabteien und Reichspropsteien). Sie gehörten dadurch auch zu den Reichsständen. Nach der Reformation konnten auch evangelische geistliche Reichsfürsten (die oftmals Laien waren) die Herrschaft übernehmen, etwa im Erzstift Bremen, Erzstift Magdeburg, Hochstift Halberstadt, Hochstift Merseburg, Hochstift Meißen, Hochstift Lübeck, Hochstift Osnabrück.
Weltliche Fürsten erhielten dagegen so genannte Fahnenlehen, die die Verpflichtung zur Folge des Heerbanns einschlossen. Während die Klöster seit dem Mittelalter weltliche Erbvögte hatten, in der Regel benachbarte reichsunmittelbare Grafen oder Fürsten, oft aus den Stifterfamilien, die für militärische und administrative Angelegenheiten zuständig waren (etwa Verteidigung im Kriegsfall einschließlich des Baues von Schutzburgen, Stellung des Aufgebots, Einnahme der Abgaben, Rechtsprechung über die Untertanen), übten die Bischöfe diese Funktionen selbst aus, hier spielten die Stiftsvögte meist keine bedeutende Rolle (siehe etwa: Kölner Erbvogtei).
Als Ergebnis des Wormser Konkordats wurde bezüglich des Investiturstreits entschieden, dass hinfort der König bzw. Kaiser auf die Investitur der Bischöfe und Äbte mit Ring und Stab, den Symbolen ihrer religiösen Rechte und Verpflichtungen, verzichtete und sie stattdessen mit dem Zepter als Symbol ihrer Regalien und temporalen Rechte investierte.